# Cisew
Cisew – wieś w Polsce położona w województwie wielkopolskim, w powiecie tureckim, w gminie Turek.
W latach 1954–1958 wieś należała i była siedzibą władz gromady Cisew, po jej zniesieniu w gromadzie Słodków. W latach 1975–1998 miejscowość administracyjnie należała do województwa konińskiego.

## Szkoła Podstawowa
We wsi działa szkoła podstawowa, do której uczęszcza młodzież z okolicznych miejscowości.
Początki szkolnictwa na terenie wsi datuje się na rok 1870. Wtedy to powstał pierwszy budynek szkoły, który stoi do dziś.
Po II wojnie światowej odremontowano zniszczony podczas działań wojennych budynek. W 1946 naukę podjęło 70 uczniów. Z biegiem czasu budynek stał się za mały dla potrzeb uczniów, dlatego lekcje odbywały się również w prywatnych pomieszczeniach mieszkańców wsi.
W roku 1965 wybudowano nową szkołę, którą gruntownie wyremontowano w 2000 roku. Szkoła posiada obecnie 8 izb lekcyjnych, a także salę gimnastyczną i pracownię informatyczną.